# William Kidd
William Kidd (Greenock, 22 gennaio 1645 – Londra, 23 maggio 1701) è stato un pirata scozzese.
Uno dei più celebri corsari di sempre, era stato incaricato inizialmente di combattere contro i pirati, ma si unì in seguito alla pirateria e finì per essere catturato e giustiziato.

## Biografia
Della sua giovinezza non si sa molto, se non che iniziò la professione di corsaro sotto la corona inglese nel 1689 all’età di quarantaquattro anni divenendo il capitano di una nave. Il suo compito, oltre che recuperare le merci rubate dai pirati, era di attaccare le navi francesi dal momento che l’Inghilterra era in guerra con la Francia e intendeva sabotarla. Il movente di Kidd erano i proventi che derivavano dalle razzie piratesche e il possibile ingente tesoro che avrebbe potuto accumulare.

### Inizio della carriera

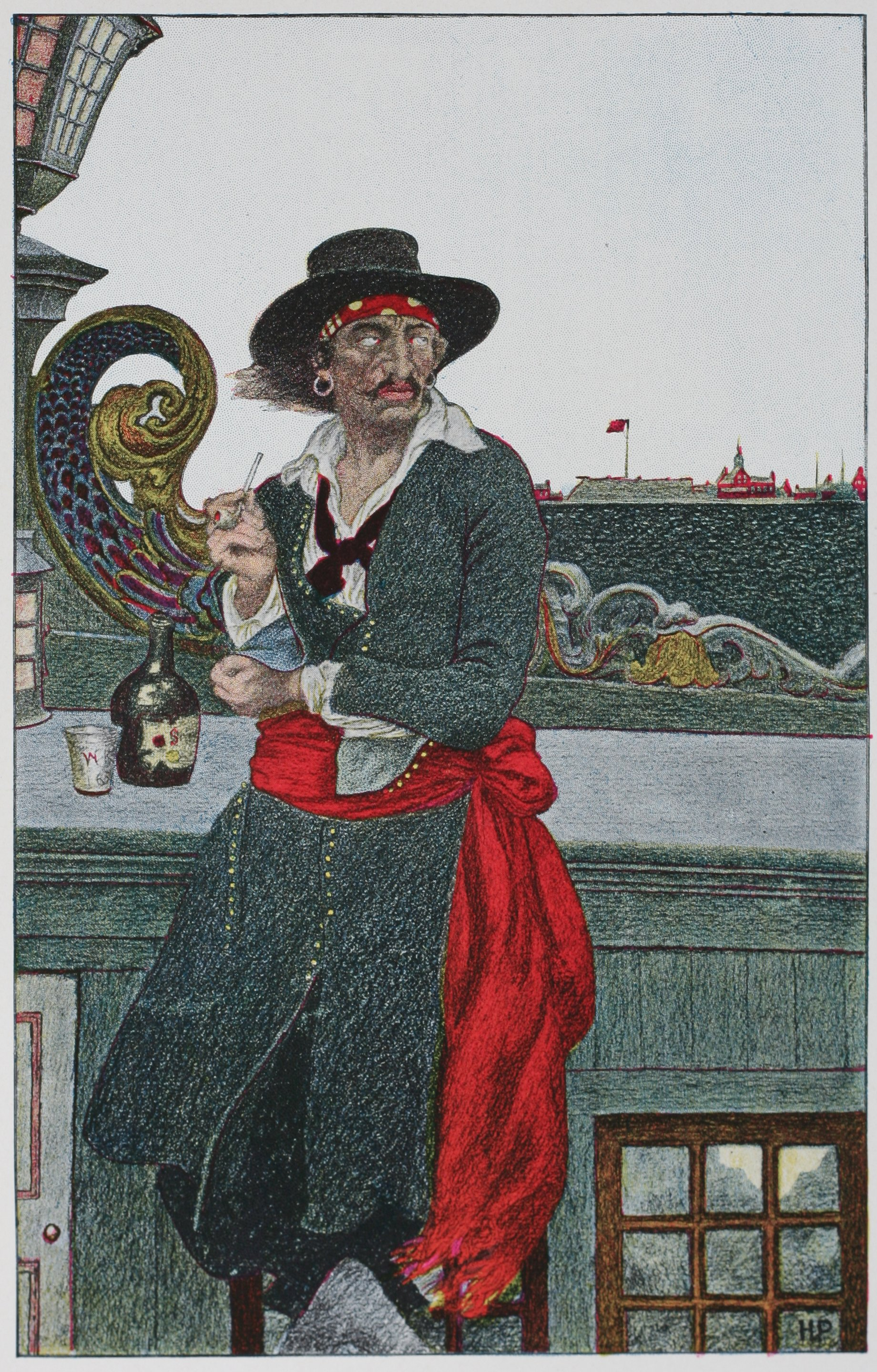
William Kidd sulla nave Adventure Galley

Dapprima trovò occupazione come corsaro a New York e nelle Indie occidentali. In seguito venne richiamato per servire l'Inghilterra; gli venne data una nave: l'Adventure Galley che venne potenziata con 34 cannoni ed ebbe un equipaggio complessivo di 80 uomini. Kidd fu incaricato di catturare tutte le navi francesi e pirata che navigavano al largo delle coste del Madagascar. Il primo socio di Kidd fu Lord Bellomont, un membro del parlamento, all'epoca Governatore delle provincie di New York. I due si divisero gli incarichi: il parlamentare avrebbe cercato dei sostenitori per l’impresa, mentre Kidd si sarebbe impegnato a comandare la nave e reclutare l’equipaggio seguendo il motto ” Niente preda, niente paga”. Nel frattempo il re Guglielmo III di Inghilterra autorizzò i soci a tenere per sé tutti i profitti delle imprese di Kidd.

### Carriera da pirata

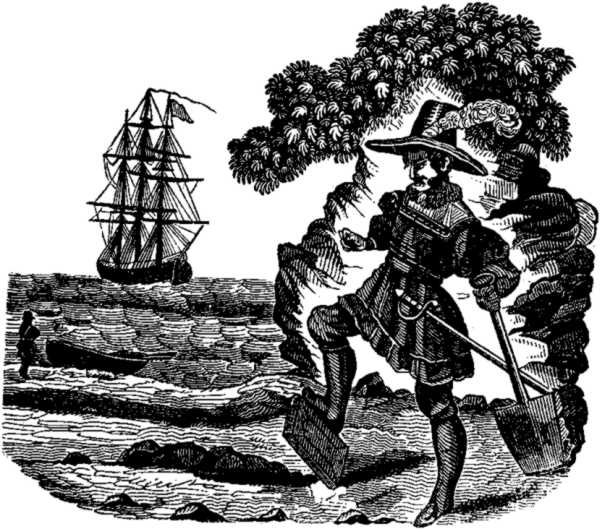
Capitan Kidd seppellisce la sua Bibbia

Kidd pensò di aumentare il numero di uomini a bordo dell'Adventure Galley e quindi assunse una banda di marinai specializzati a New York, riuscì a mettere insieme un equipaggio di 152 uomini e salpò il 6 settembre 1696, tuttavia durante il viaggio in mare molti di loro si ammalarono di scorbuto e più di trenta morirono. Il loro motto li obbligava a catturare una nave, altrimenti sarebbero tornati a casa a tasche vuote. Arrivati in Madagascar parte dell'equipaggio si ammutinò e passò dalla parte dei pirati.
Nonostante la lettera di corsa impedisse a Kidd un attacco a una nave di civili per scopi personali, lui decise lo stesso di attaccare la nave capitanata da un uomo di nome Barlow. Il 14 agosto del 1697 Kidd issò la bandiera rossa dei pirati in testa all’albero maestro, e in risposta Barlow sparò alcuni colpi di avvertimento e issò a sua volta la bandiera della Compagnia delle Indie orientali. Il vento era debole perciò Kidd usò i remi, virò verso la costa di Malabar, e sparò una bordata, ma Barlow non era disposto a perdere un’unità del convoglio: calò le scialuppe e fece trainare la sua nave dall'equipaggio verso l’imbarcazione di Kidd. Poi ordinò ai suoi di gridare minacce e aprì il fuoco. Kidd si allontanò quindi con la nave, avendo ormai perso tutte le speranze di ottenere un bottino. La situazione stava degenerando rapidamente: la nave si stava riempiendo d’acqua, le provviste scarseggiavano e l’equipaggio diventava sempre più ribelle.
Poco tempo dopo Kidd incontrò un piccolo mercantile inglese al largo della costa di Malabar che batteva bandiera inglese. Il pirata ne interrogò il comandante Parker, e nel frattempo alcuni pirati torturano gli uomini del capitano per sapere dove avessero nascosto i propri valori. Numerosi marinai furono appesi con funi e colpiti con i coltellacci. Kidd si impossessò delle provviste del vascello e costrinse Parker a rimanere a bordo per fare da timoniere. Sempre nello stesso anno la fortuna fu dalla parte di Kidd, il quale riuscì a danneggiare la più piccola di due navi portoghesi mandate a fermarlo e a fuggire indenne.
Un'altra testimonianza del comportamento violento e indisciplinato del proprio equipaggio si manifestò nelle Laccadive, dove ebbero luogo numerose atrocità, la notizia delle quali raggiunse la terra ferma e iniziò a creare sospetti su di lui. Altri episodi segnarono il destino del capitano. Il 30 ottobre 1697 scoppiò una lite fra Kidd e il suo cannoniere William Moore. In seguito a lamentele da parte della ciurma, Kidd assalì Moore accusandolo di essere un cane rognoso, Moore dunque replicò: “Se io sono un cane rognoso è solo colpa vostra: siete stato la mia rovina e quella di molti altri.” Kidd si adirò, prese un secchio dal cerchio di ferro e colpì il cannoniere in testa causandone la morte. Le sue ultime parole furono: “Addio, addio, il capitano Kidd mi ha dato il colpo di grazia.” Il chirurgo della nave non poté far nulla per Moore e pur dopo tale avvenimento Kidd continuò imperterrito con il suo atteggiamento violento verso i suoi sottoposti.
In seguito, Kidd preso alle strette, il 30 gennaio 1698 catturò la Quedah Merchant, la quale aveva un carico di seta, calicò, zucchero, oppio e ferro. Riuscì così a raccogliere una cifra di denaro stimata fra le 200.000 e le 400.000 rupie e ne ricavò circa 7 000 sterline che costituirono la parte più cospicua del più grande tesoro pirata di tutti i tempi. Kidd cercò di ingannare gli inglesi facendogli credere che tutto il bottino derivasse dalle navi francesi e pirata, ma questi vennero a sapere che la maggior parte dell'oro apparteneva alla Compagnia delle Indie.
In seguito a tali avvenimenti, Kidd venne ufficialmente riconosciuto come pirata dagli inglesi e le sue imprese corsare vennero dichiarate illegali. Dal momento che era ricercato dalle autorità britanniche in tutta l'area caraibica tornò in America e a Boston negoziò con il suo socio in affari Lord Bellomont. Egli, considerando la sua posizione di governatore e volendo controllare il tesoro di Kidd, decise di far arrestare l’ex-socio per pirateria. In questo modo sarebbe stato scagionato da ogni coinvolgimento nelle sue imprese e ciò gli avrebbe consentito di accaparrarsi parte del tesoro.
Kidd, abbandonato dall'unico uomo che avrebbe potuto salvarlo, era ormai finito. Le notizie delle imprese del pirata giunsero anche a Londra dove si apprese che anche il re, il cancelliere e i politici liberali avevano originariamente finanziato l’impresa. Nonostante il loro coinvolgimento però essi riuscirono a scagionarsi gettando tutte le accuse su di Kidd che divenne il capro espiatorio degli atti di pirateria avvenuti in quegli anni. L’interesse su questa vicenda aumentò anche grazie alla voce su un tesoro di più di 400 000 sterline accumulato da Kidd.
Nel 1699 Kidd seppellì il suo tesoro sotto Gardiners Island, in un punto noto come "Cherry Tree Field"; esso fu però recuperato da Lord Bellomont e spedito in Inghilterra per essere usato come prova contro il pirata.

### Arresto, processo ed esecuzione

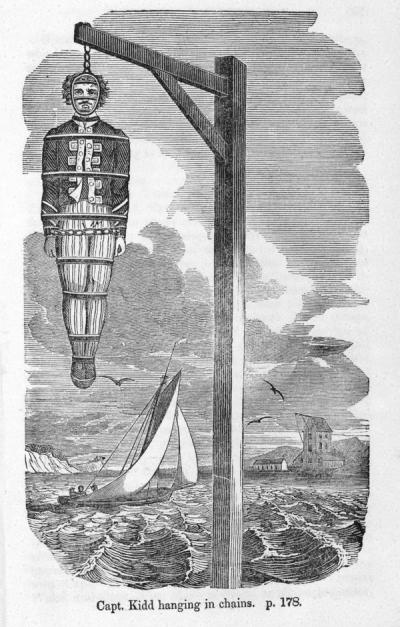
William Kidd appeso su una sponda del Tamigi.

Il governatore Bellomont lo fece arrestare all’incirca nel settembre del 1699 e nel febbraio dell’anno successivo venne riportato in Inghilterra dove iniziarono i procedimenti giudiziari contro di lui. Kidd scrisse una lettera a Lord Orford, uno dei finanziatori della spedizione e descrisse le sue azioni nell’Oceano Indiano: la presa di due navi che battevano bandiera francese e di esser stato costretto ad affermare di aver commesso atti di pirateria dall’equipaggio che lo aveva anche derubato. Kidd riconobbe di essere stato accusato ingiustamente e soffrì per via della sua condizione di prigioniero nonostante sperasse che la giustizia potesse essere leale verso di lui. I mesi di isolamento, la malattia, la mancanza di rappresentanza legale e il divieto di accesso ai documenti del caso lo logorarono a tal punto che più volte ebbe l'intenzione di suicidarsi. Chiese un pugnale ma quando il 14 aprile l’ammiragliato glielo concesse fu portato a Whitehall dove venne interrogato. L’interrogatorio durò per ben sette ore nelle quali Kidd ripeté le motivazioni addotte nella lettera a Lord Orford ma non ottenne l’assoluzione. Infatti venne incarcerato a Newgate per i successivi undici mesi fino a nuovo interrogatorio. La prigione a cui fu destinato era considerata una delle peggiori del tempo in quanto ospitava i criminali in attesa di processo o di essere giustiziati. Nonostante fossero permesse visite, gioco d’azzardo, sesso e alcol la struttura era sovraffollata e pervasa da odori nauseabondi nonché dalle continue grida dei detenuti. La sua permanenza in prigione lo portò alla depressione e all’aggravarsi delle sue condizioni di salute.
Nel 27 marzo del 1701 venne interrogato dalla Camera dei comuni. Fu il primo e unico pirata della storia britannica a dover render conto delle sue azioni al parlamento il che fa capire quanto su questo uomo si speculò a favore delle potenze britanniche. Di questa seduta non abbiamo alcun documento ma sappiamo solo che Kidd cercò di mettere in dubbio l’integrità di Lord Orford ma il tentativo fallì miseramente. Dopo un secondo interrogatorio venne fissato il processo per l’8 e il 9 maggio 1701. Kidd chiese i suoi documenti per potersi preparare una difesa ma le lettere di corsa, gli ordini originali dell’ammiragliato e i salvacondotti francesi delle navi catturate erano scomparsi. Al processo era accusato dell’omicidio di William Moore, l’uomo ucciso con il secchio dal cerchio di ferro, di pirateria e saccheggio della Quedah Merchant e di aver catturato altri quattro vascelli. Kidd provò a difendersi ma non avendo prove a sua disposizione non ebbe successo. Al contrario l’accusa aveva nelle mani prove schiaccianti di colpevolezza. La giuria lo dichiarò colpevole di tutte le accuse e lo condannò a morte. Le sue parole al processo furono “Mio signore, è una sentenza molto dura. Per quanto mi riguarda io sono la persona più innocente fra tutti loro, ma i testimoni hanno giurato il falso contro di me”. Kidd dopo aver lottato per il suo bottino e dopo un processo iniquo venne giustiziato tramite impiccagione all'Execution Dock nel quartiere londinese di Wapping.
Dopo l'esecuzione il suo corpo venne immerso nel catrame e appeso per tre anni con catene ad una sponda del Tamigi, come avvertimento per gli altri pirati. In seguito il corpo di Kidd andò perso, anche se si ritiene che la corrente del Tamigi abbia trasportato i suoi resti sul fondo nei pressi di Tilbury.

## Influenze sulla cultura di massa

### Musica
- Il personaggio e l'impiccagione di William Kidd hanno ispirato la ballata Captain Kidd[5]. Una versione della ballata Captain Kidd è stata cantata dal gruppo Great Big Sea.
- Il gruppo power metal germanico Running Wild gli ha dedicato la canzone Ballad of William Kidd, presente nell'album The Rivalry.

### Letteratura
- Nel libro Vite immaginarie di Marcel Schwob è dedicata a Kidd una breve e fantasiosa biografia.
- Il racconto Lo scarabeo d'oro di Edgar Allan Poe fa riferimento al tesoro del capitano Kidd.
- William Kidd ha ispirato il personaggio di Eustass "Captain" Kidd del manga One Piece[6].

### Cinema
- Nel film Capitan Kidd (Captain Kidd), diretto nel 1945 da Rowland V. Lee, Kidd è interpretato da Charles Laughton.
- Nel film Kidd il pirata (Abbott and Costello Meet Captain Kidd), diretto nel 1952 da Charles Lamont, Kidd è interpretato da Charles Laughton.
- Nel film Il tesoro di Capitan Kidd (Captain Kidd and the Slave Girl), diretto nel 1954 da Lew Landers, Kidd è interpretato da Anthony Dexter.

### Videogiochi
- William Kidd è un personaggio del videogioco Sid Meier's Pirates nonché della saga Neo-Geo World Heroes, a partire dal secondo episodio.
- Il personaggio di William Kidd è presente in due episodi della saga di videogiochi Assassin's Creed. In Assassin's Creed III la missione di Gambe di Legno parla del tesoro segreto del Capitano Kidd e alla fine della missione vengono sbloccati gli abiti del capitano, mentre nella Freedom Edition del gioco è possibile trovare la sciabola leggendaria di Kidd. In Assassin's Creed IV: Black Flag è invece conosciuto come il padre dell'alter ego maschile della famosa pirata Mary Read, James Kidd.
- Nel videogioco Persona 5, sviluppato da Atlus, Captain Kidd compare come Persona di Ryūji Sakamoto, uno dei coprotagonisti.